# Se veled, se nélküled (dal)
A Se veled, se nélküled az 1988-as Interpop Fesztivál egyik dala, mely később nagy sláger lett. A zenét Dobos Attila, szövegét Joós István írta. A fesztiválon Gyuri művésznéven Hoffer György énekelte, akinek más ismert dala se előtte, se utána nem volt, s valódi neve sokáig nem is volt közismert.
A 90-es években a mulatós zene nagy slágerévé vált, számtalan ismert és ismeretlen előadó feldolgozta.

## Feldolgozó művészek
- MC Hawer
- Dupla KáVé együttes
- Dobos Attila
- Mary Zsuzsi
- Karda Beáta
- Galambos Lajos (Lagzi Lajcsi)
- Balázs Pali